# Philipp Christoph Zeller

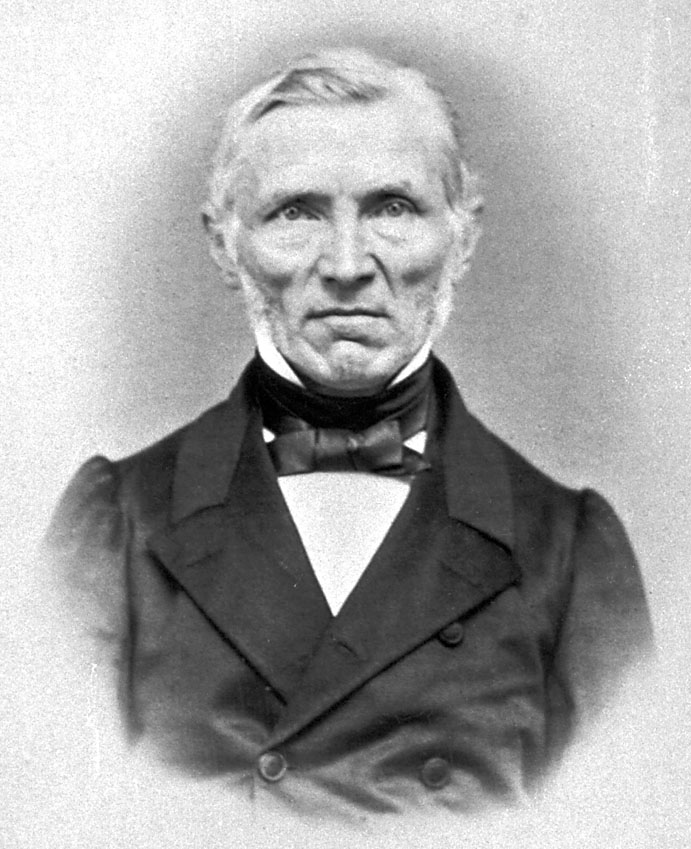
Philipp Christoph Zeller

Philipp Christoph Zeller (* 9. April 1808 in Steinheim an der Murr; † 27. März 1883 in Stettin) war ein deutscher Entomologe und auf Kleinschmetterlinge (Mikrolepidoptera) spezialisiert.

## Leben
Philipp Christoph Zeller interessierte sich bereits in jungen Jahren für Entomologie. Er machte seinen Abschluss an der Universität zu Berlin und beschäftigte sich mit Käfern, Zweiflüglern und Schmetterlingen. Er unterrichtete als Lehrer in Glogau und später in Meseritz.
Seine erste Veröffentlichung erschien 1839 in der von Lorenz Oken herausgegebenen Zeitschrift Isis und beschäftigte sich mit einer kritischen Bestimmung der in René-Antoine Ferchault de Réaumur Memoires vorkommenden Schmetterlingen. Zeller veröffentlichte seine Arbeiten unter anderem in den Zeitschriften Isis, Linnaea entomologica und der Stettiner Entomologischen Zeitung und entwickelte sich zu einem der weltweit führenden Spezialisten für Kleinschmetterlinge. Er ist der Erstbeschreiber der Taxa Plutella geniatella Zeller, 1839, und Plutella polaris Zeller, 1880, die beide den Schmetterlingen aus der Familie der Schleier- und Halbmotten (Plutellidae) zugeordnet werden.
In England traf er zahlreiche britische Entomologen, darunter Henry Tibbats Stainton (1822–1892), Henry Doubleday (1808–1875) und John William Douglas (1814–1905). Zeller half bei der Vorbereitung von Staintons Natural History of the Tineina (1855–1873).
Unter der Präsidentschaft von Carl August Dohrn fungierte Zeller als Sekretär des Entomologischen Vereins zu Stettin. Die Entomological Society of London wählte ihn zu ihrem Ehrenmitglied.

## Werke
- Kritische Bestimmung der in Reaumurs Memoiren vorkommenden Lepidopteren (Isis, 1838)
- Versuch einer naturgemäßen Eintheilung der Schaben, Tinea (Isis, 1839)
- Kritische Bestimmung der in de Geers Memoiren enthaltenen Schmetterlinge (Isis, 1839)
- Monographie des Genus Hyponomeuta (Isis, 1844)
- Anmerkungen zu Lienigs Lepidopterologischer Fauna von Livland und Curland (Isis, 1846)
- Die Arten der Blattminiergattung Lithocolletis beschrieben (Linnaea, 1846)
- Bemerkungen über die auf einer Reise nach Italien und Sicilien gesammelten Schmetterlingsarten (Isis, 1847)
- Exotische Phyciden (Isis, 1848)
- Beitrag zur Kenntnis der Coleophoren (Isis, 1849)
- Revision der Pterophoriden (Isis, 1852)
- Lepidoptera microptera quae J. A. Wahlberg in caffrorum terra legit (Stockholm, 1852)
- Die Arten der Gattung Butalis beschrieben (Linnaea, 1855)
- mit Henry Tibbats Stainton, Heinrich Frey und John William Douglas The Natural History of the Tineina, 13 Bände, 1855
- Beiträge zur Kenntnis der nordamerikanischen Nachtfalter (3 Teile, Verh. zool. bot. Gesellsch. Wien, 1872–1873)
- Beiträge zur Lepidopterenfauna der Ober-Albula in Graubünden (Verh. zool. bot. Gesellsch. Wien., 1877)
- Exotische Lepidopteren (Horae soc. ent. Rossica, 1877)

## Weiterführende Literatur
- Pamela Gilbert: A compendium of the biographical literature on deceased entomologists. London 1977.
- John L. Capinera (Hrsg.): Encyclopedia of Entomology. Band 3, 2. Auflage, Springer, 2008, S. 4306, ISBN 9781402062421.